# Homoneura bitaenia
Homoneura bitaenia är en tvåvingeart som beskrevs av Kim 1994. Homoneura bitaenia ingår i släktet Homoneura och familjen lövflugor. Inga underarter finns listade i Catalogue of Life.